# Sotolon
Le sotolon, une lactone, est un composé aromatique très puissant, à l'odeur typique de fenugrec quand il est très concentré et de caramel à des concentrations plus faibles. Le sotolon est le composé aromatique principal des graines de fenugrec et de livèche et un des nombreux composés aromatiques du sirop d'érable artificiel,.
Il est aussi présent dans la mélasse ainsi qu'en rancio dans le vieux rhum, le vieux saké, le vin de voile, le whisky, le calvados[Information douteuse], certaines mistelles et bon nombre de vins doux naturels (porto, madère, banyuls..).. et dans le champignon Lactarius helvus (le Lactaire chicorée).
Cette molécule a été notamment identifiée dans certains vins doux naturels de type oxydatif rancio. Le sotolon passe dans le corps humain sans être dégradé et son absorption à travers l'ingestion de fenugrec par exemple peut donner une odeur caractéristique à la sueur et à l'urine.

## Source
- (en) Cet article est partiellement ou en totalité issu de l’article de Wikipédia en anglais intitulé « Sotolon » (voir la liste des auteurs).

1. ↑  Masse molaire calculée d’après « Atomic weights of the elements 2007 », sur www.chem.qmul.ac.uk.
2. ↑  (en) Imre Blank, Peter Schieberle, « Analysis of the seasoning-like flavour substances of a commercial lovage extract », Flavour and Fragrance Journal, vol. 8,‎ 1993, p. 191–195 (DOI 10.1002/ffj.2730080405, lire en ligne [abstract])
3. ↑  (en) A. L. Belford, R. C. Lindsay et S. C. Ridley, « Contributions of Selected Flavor Compounds to the Sensory Properties of Maple Syrup1 », Journal of Sensory Studies, vol. 6, no 2,‎ 1991, p. 101–118 (ISSN 1745-459X, DOI 10.1111/j.1745-459X.1991.tb00506.x, lire en ligne, consulté le 5 décembre 2020)
4. ↑  Johanne Dumont, Caractéristiques chimiques et nutritives du siropd’érable. : Les arômes du sirop d’érable, St-Hyacinthe, QC, Canada, ACER, mars 1994, 18 p. (lire en ligne)
5. ↑  (en) Laura Franitza, Peter Schieberle et Michael Granvogl, « Characterization of the Key Aroma Compounds in Rum Made from Sugar Cane Juice by Means of the Sensomics Approach », dans ACS Symposium Series, vol. 1321, American Chemical Society, janvier 2019 (ISBN 978-0-8412-3467-3, DOI 10.1021/bk-2019-1321.ch018, lire en ligne), p. 291–309
6. ↑  Sigma-Aldrich
7. ↑  (en) Sylvie Rapior, Françoise Fons et Jean-Marie Bessière, « The fenugreek odor of Lactarius helvus », Mycologia, Mycological Society of America, vol. 92, no 2,‎ 2000, p. 305–308 (DOI 10.2307/3761565, JSTOR 3761565, lire en ligne [abstract])